# پسران بد (فیلم ۲۰۰۳)
پسران بد (فنلاندی: Pahat pojat) یک فیلم درام جنایی فنلاندی به کارگردانی آلکسی مکلا است که در سال ۲۰۰۳ منتشر شد.
این فیلم، دومین فیلم پرفروش سال ۲۰۰۳ در سینماهای فنلاند پس از  بازگشت پادشاه بود.

## بازیگران
- پتر فرانتسن
- نیکو سارلا
- لائوری نورسکه
- یاسپر پکونن
- وسا-ماتی لوئیری
- اوتی مائنپا
- ارو میلونوف